# Pawłowice
Pawłowice (in tedesco Pawlowitz) è un comune rurale polacco del distretto di Pszczyna, nel voivodato della Slesia.
Ricopre una superficie di 75,77 km² e nel 2006 contava 17 671 abitanti.